# Philippinische Schwanzlose Blattnase
Die Philippinische Schwanzlose Blattnase (Coelops robinsoni hirsutus) gehört zu der Gattung der Schwanzlosen Blattnasen und ist nur auf den philippinischen Inseln Mindoro und Mindanao heimisch. Sie zählt gelegentlich als eigenständige Art mit dem wissenschaftlichen Namen Coelops hirsutus.
Diese Fledermäuse erreichen eine Kopf-Rumpf-Länge von 34 mm. Ihre Ohren sind wie bei den anderen Arten der Gattung verhältnismäßig groß und rund mit einer Antitragus. Wie der deutsche Trivialname andeutet, fehlt der Schwanz oder er ist nur ein unscheinbarer Stummel. Ihr Rückenfell ist grau oder braun, der Bauch ist heller grau oder braun gefärbt. Das Nasenblatt besitzt wie bei den anderen Rundblattnasen eine hufeisenförmige Grundform. Weitere kleinere Teile des Nasenblatts sind meist unter dicht stehenden, steifen Haaren versteckt.

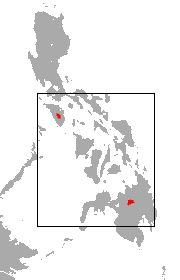
Heimat der Philippinischen Schwanzlosen Blattnasen

Der Lebensraum der Fledermäuse beschränkt sich auf die beiden Inseln mit ihrem Waldhabitat, subtropischem bis tropischem Tiefland und unterirdischen, nicht aquatischen Lebensräumen. Die Philippinische Schwanzlose Blattnase lebt in Höhlen oder hohlen Bäumen. Sie ernährt sich von Insekten.
Diese Art ist schwer zu untersuchen. Es wurde nur eine Vermessung mit Harfenfallen durchgeführt, die für diese Art geeignet sind. Es zeichnet sich ab, dass die Art häufiger vorkommt als bisher angenommen. Sie sind schwer zurückzuverfolgen, weshalb angenommen wird, dass sie auch auf den benachbarten Inseln zwischen Mindoro und Mindanao auftauchen können. Es wird auch vermutet, dass die Art aufgrund des Verlustes ihres Waldlebensraums aufgrund von Landwirtschaft, Holzernte, Bergbau und Urbanisierung zurückgegangen ist.